# Nazionale di atletica leggera del Botswana
La nazionale di atletica leggera del Botswana è la rappresentativa del Botswana nelle competizioni internazionali di atletica leggera riservate alle selezioni nazionali.

## Bilancio nelle competizioni internazionali
La nazionale botswana di atletica leggera vanta 11 partecipazioni ai Giochi olimpici estivi su 29 edizioni disputate.
Le medaglie olimpiche vinte nell'atletica leggera dal Botswana sono state l'argento di Nijel Amos negli 800 metri piani a Londra 2012 e il bronzo della staffetta 4×400 metri maschile a Tokyo 2020; ai Mondiali, può invece vantare una medaglia d'oro e una d'argento, vinte da Amantle Montsho nei 400 metri piani, rispettivamente a Taegu 2011 e Mosca 2013.